# 2025 en Russie
Chronologie de la Russie
- 2021
- 2022
- 2023
- 2024
- 2025
- 2026
- 2027
- 2028
- 2029

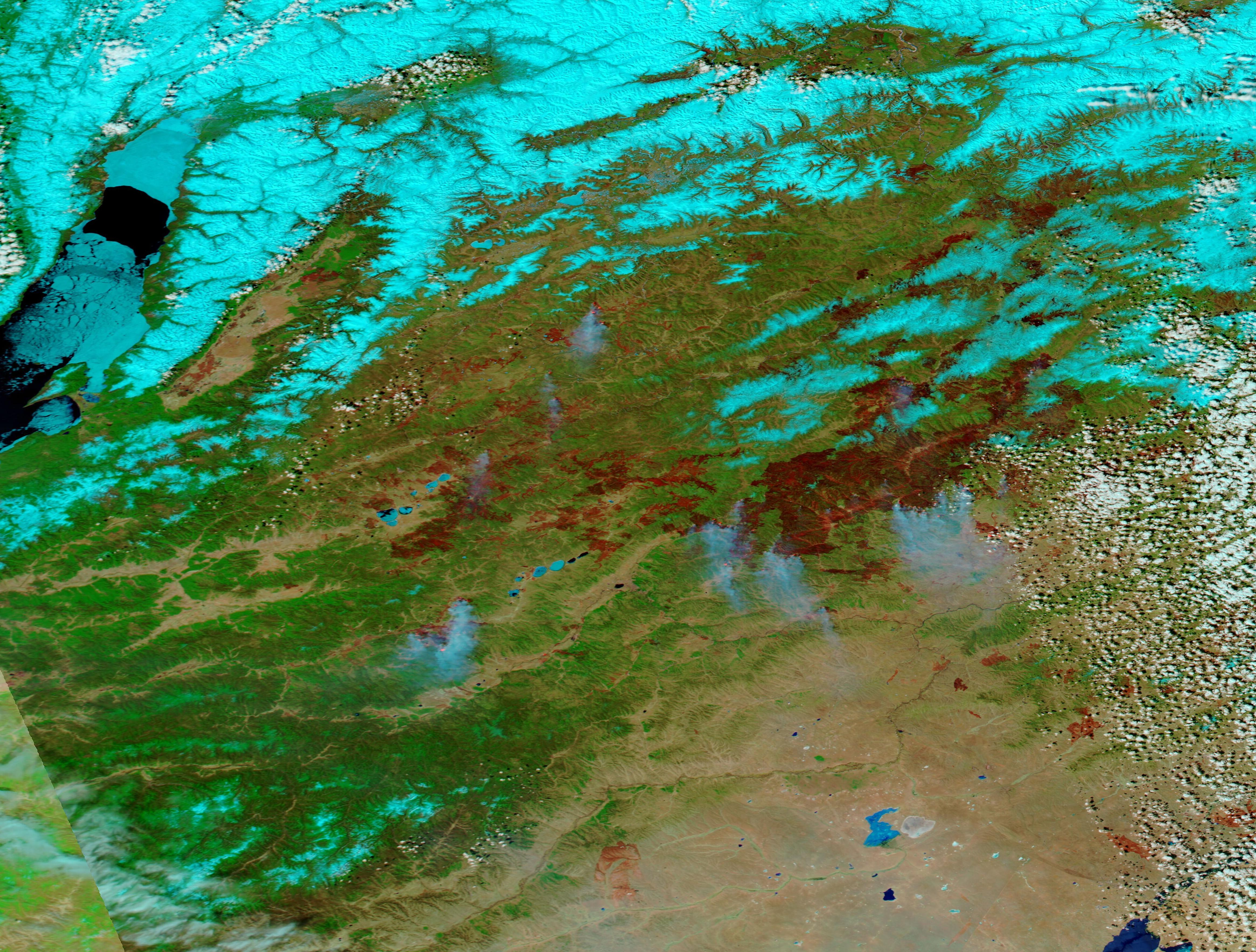

Cet article présente les faits marquants de l'année 2025 en Russie.

## Évènements
- Poursuite du conflit russo-ukrainien.

### Janvier
- 17 janvier : 
  - trois avocats de l'opposant politique Alexeï Navalny sont emprisonnés pour « extrémisme »[1].
  - signature du traité de partenariat stratégique global entre l'Iran et la Russie.

### Mars
- 5 mars : le Service fédéral de sécurité russe tue quatre militants de l’État islamique, au   Daghestan lors d'une opération antiterroriste[2].
- 10 mars : une attaque de drones, revendiquée par le gouvernement ukrainien, fait trois morts et 18 blessées dans la banlieue de Moscou[3].
- 21 mars : l'historien et opposant russe Alexandre Skobov est condamné à 16 ans de prison[4].

### Avril
- 22 avril : violentes explosions puis incendie au 51e arsenal de la Direction principale des missiles et de l'artillerie, situé dans le raïon de Kirjatch, oblast de Vladimir, détruisant une partie de ce dépôt de munitions. Quatre blessés officiellement annoncés[5].

### Juin
- 1er juin : attaques de drones ukrainiens sur de bases aériennes russes.

### Juillet
- 14 juillet : un hélicoptère Mil Mi-8 transportant 5 personnes (3 membres d'équipage et 2 techniciens) disparaît lors d'un vol reliant Okhotsk à Magadan[6].
- 24 juillet : un avion de transport régional Antonov An-24 du vol 2311 Angara Airlines s'écrase alors qu'il approchait de Tynda, une ville de l'oblast de l'Amour. Les 49 personnes à bord sont mortes[7].
- 30 juillet : puissant séisme au Kamtchatka.

### Août
- Le volcan Kracheninnikov entre en éruption pour la première fois depuis 1550.

### Septembre
- 14 septembre : Élections infranationales russes de 2025
  - Élection gouvernorale komie de 2025

## Décès
- 10 janvier : Ievguenia Dobrovolskaïa - comédienne de théâtre et actrice de cinéma soviétique puis russe[8]
- 9 février : Oleg Strijenov - acteur de cinéma soviétique puis russe[9]
- 27 février : Boris Spassky - joueur d'échecs russe, anciennement soviétique, puis français[10]
- 22 mars : Larissa Goloubkina - actrice soviétique puis russe[11]
- 20 avril : Mariya Shubina - kayakiste soviétique[12]
- 22 avril : Zourab Tsereteli - sculpteur monumentaliste géorgien et de citoyenneté russe[13]